# Fajã de Manuel Teixeira

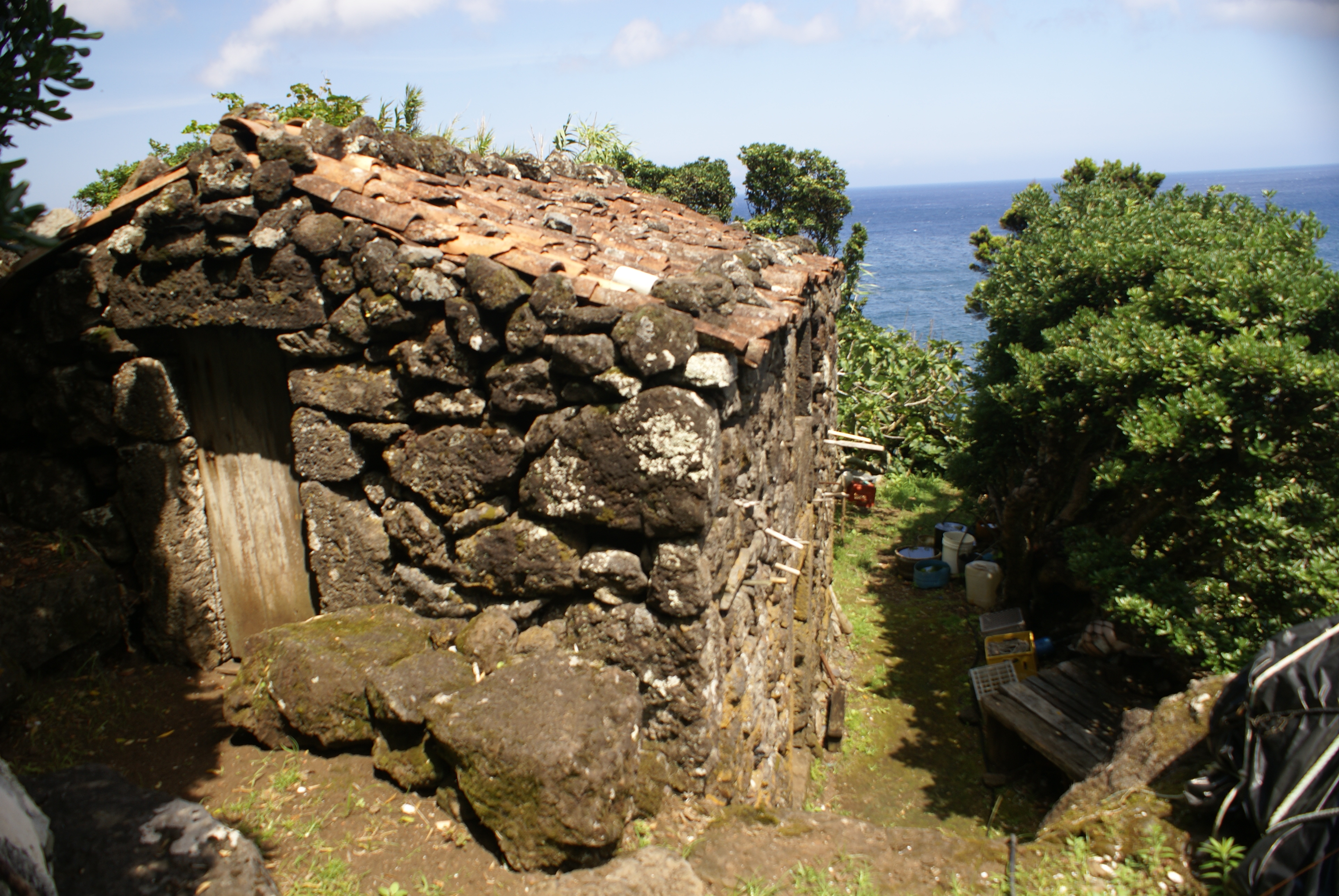
Adega centenária e típica da Fajã do Meio pertencente a João dos Santos Bettencourt.

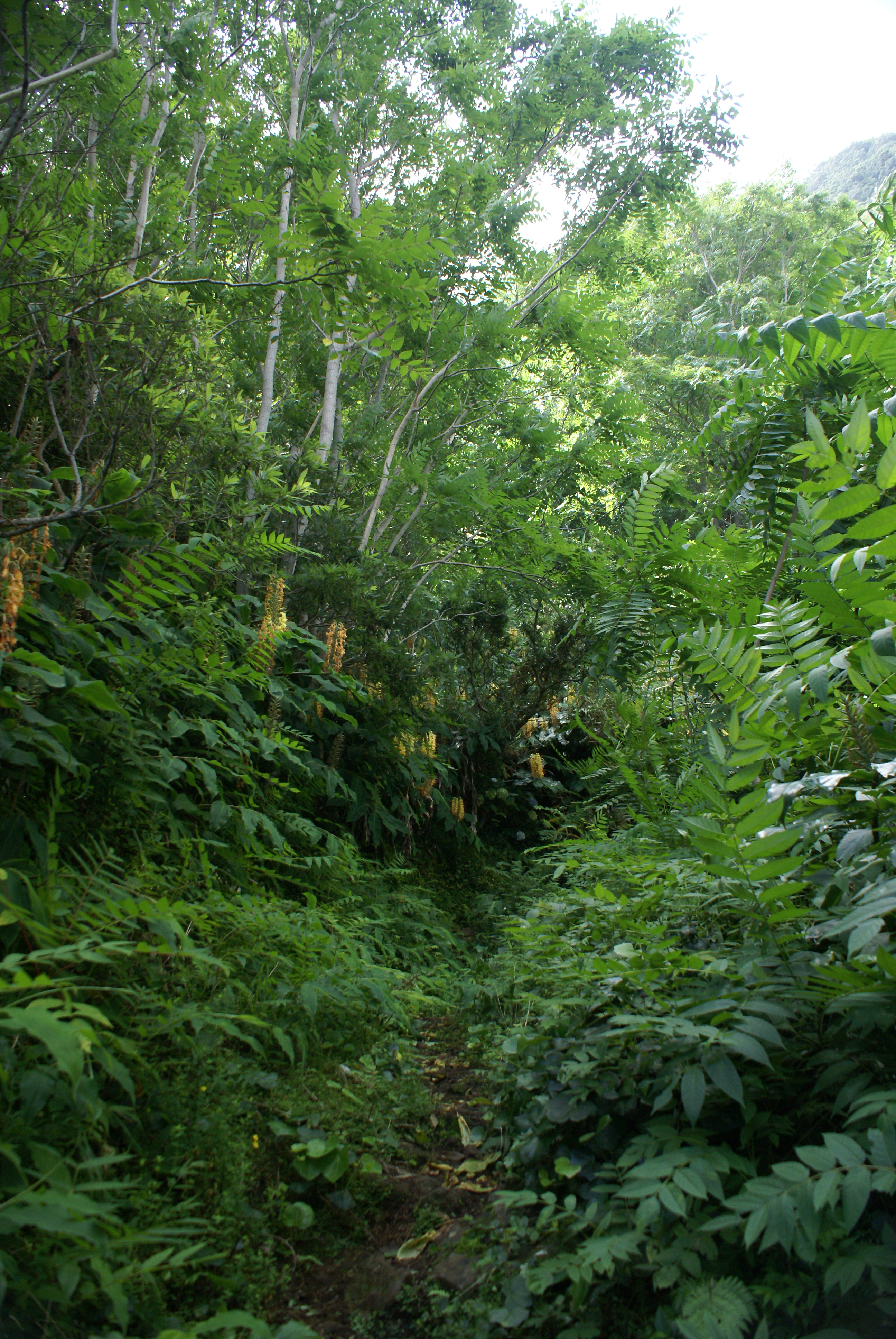
Fajã do Meio, veredas, exuberância da vegetação das florestas da laurissilva, típica da Macaronésia e características das fajãs da ilha de São Jorge.

A Fajã do Meio também conhecida como Fajã de Manuel Teixeira é uma fajã portuguesa localizada no Toledo, concelho de Velas, ilha de São Jorge.
Esta típica fajã também conhecida por do Toledo, situa-se entre a  Fajã Rasa e a Fajã das Fajanetas, na costa norte da Ilha de São Jorge.
O caminho de acesso, não é dos mais fáceis, trata-se de um atalho inclinado e em certas zonas  escorregadio, povoado por uma imensa abundância de espécies típicas das florestas da Laurissilva. O tempo de descida que varia conforme o prepara físico do caminhante ronda cerca de  50 minutos e a subida de uma hora e meia.
Possui seis casas antigas, cinco ruínas, três palheiros, dois fios de lenha, uma ribeira e quatro nascentes.
Apesar de haver gente que passa lá alguns dias, ninguém ali reside todo o ano desde pelos menos o terramoto de 1 de Janeiro de 1980.
As principais culturas desta fajã são a vinha, o inhame (devido à abundância de água), a melancia, o melão, a abóbora, a couve, o pimento, a ervilha, o tomate, a batata doce, o milho e, como árvores de fruto, a figueira, o araçazeiro ou araçá e a macieira.

## Galeria

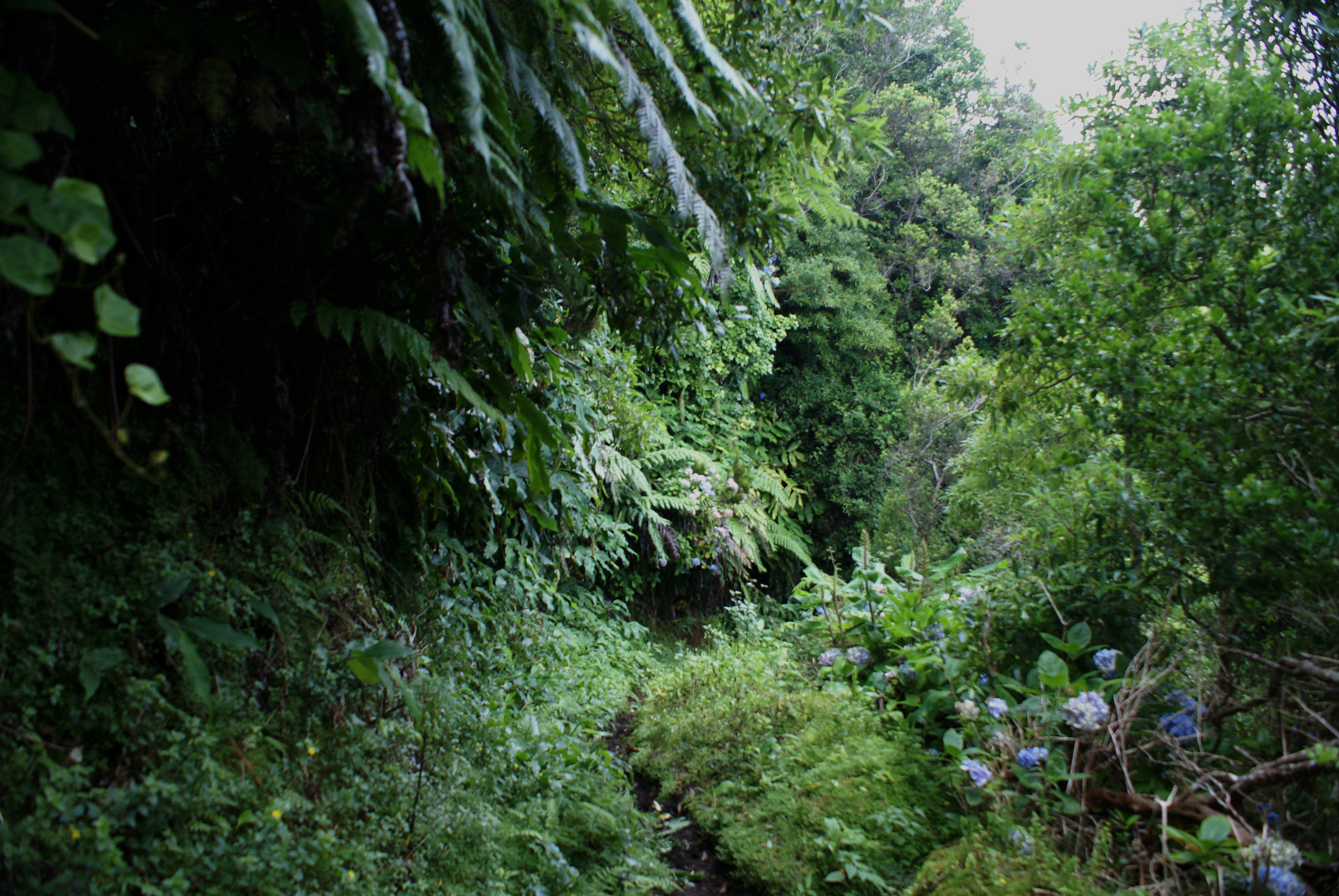
Fajã do Meio, caminhos, exuberância da vegetação das florestas da laurissilva, típica da Macaronésia e características das fajãs da ilha de São Jorge.
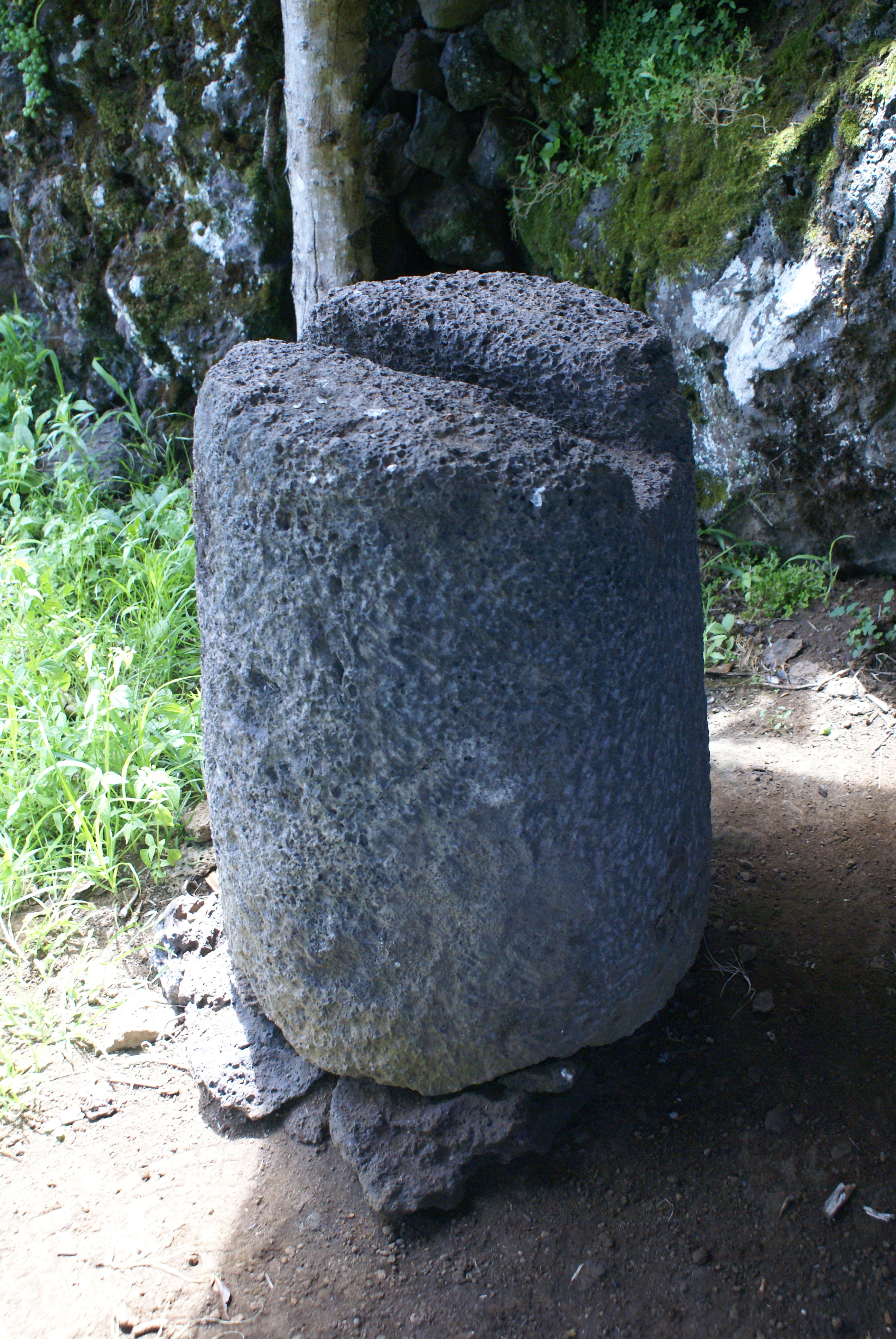
Antiquíssima pedra de lagar (cantaria), pertencente a João dos Santos Bettencourt, Fajã do Meio.
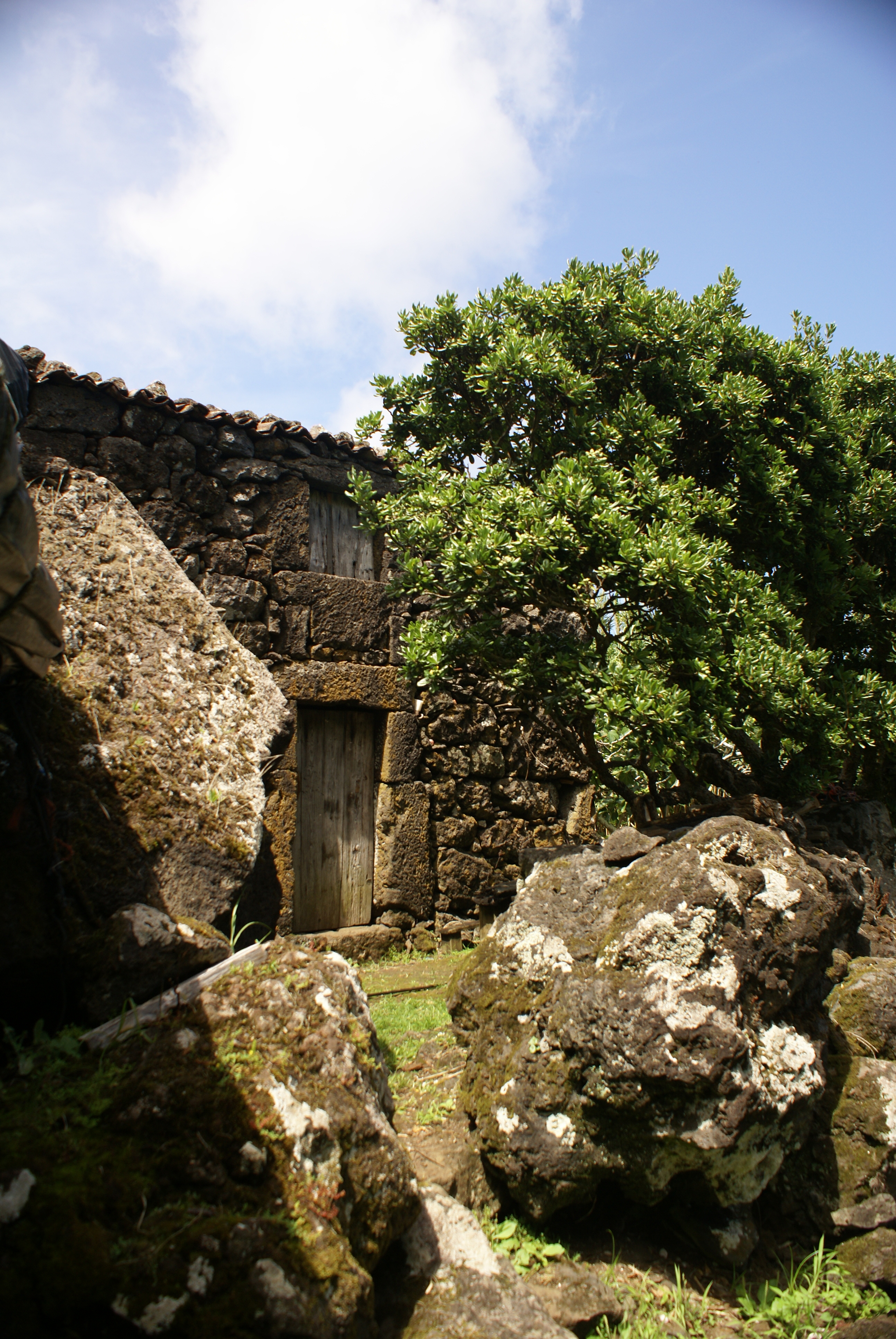
Adega centenária e típica da Fajã do Meio, atenção ao trabalho de cantaria.
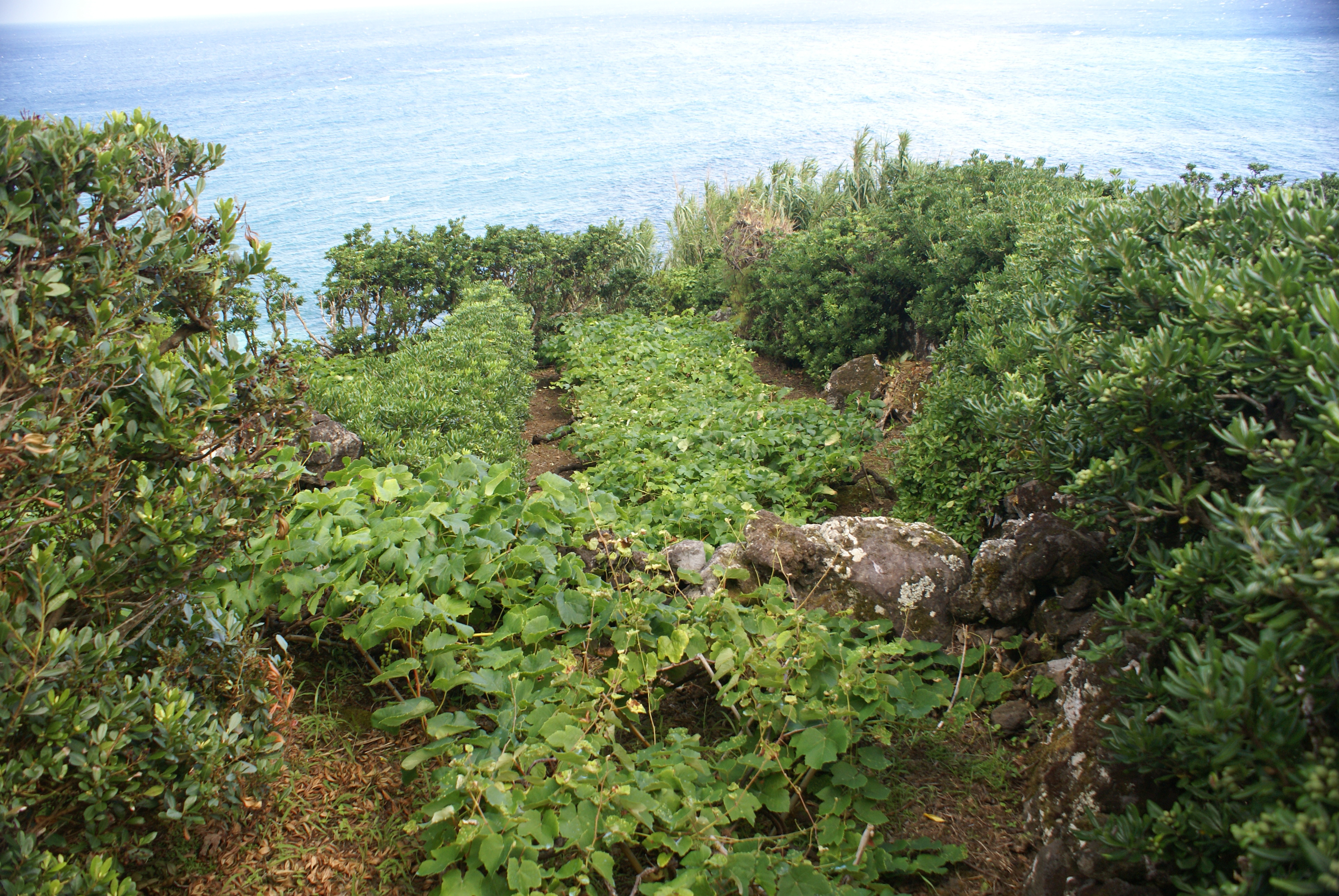
Terrenos de cultivo de vinhas.